# Rozeta de piatră Ilba
Rozeta de piatră Ilba (monument al naturii) este o arie protejată de interes național ce corespunde categoriei a III-a IUCN (rezervație naturală de tip geologic, paleontologic și peisagistic), situată în județul Maramureș, pe teritoriul administrativ al comunei Cicârlău.

## Localizare
Aria naturală se află în extremitatea central-vestică a județului Maramureș (la limita teritorială cu județul Satu Mare) în partea  nord-vestică a satului Ilba, în imediata apropierea a drumului național DN1C, care leagă municipiul Cluj-Napoca de granița nord-vestică a țării

## Descriere
Rezervația naturală a fost declarată arie protejată prin Legea Nr. 5 din 6 martie 2000 publicată în Monitorul Oficial al României Nr. 152 din 12 aprilie 2000 (privind aprobarea Planului de amenajare a teritoriului național - Secțiunea a III-a -  arii protejate) și ocupă o suprafață de 0,50 hectare.
Aria protejată (carieră) reprezintă o formațiune de coloane (cu o lungime de până la 5 m, și o grosime de cca. 0,50 m) andezitice poligonale, dispuse în jurul unei zone centrale, dând forma unei rozete. Cariera este și un punct de interes paleontologic datorită semnalării unor resturi de faună fosilă ale unor specii de scoici (Congeria neumayri), ostracode (Candona labiata) sau melci (Planorbis planorbis) atribuite perioadei finale a Miocenului și începutul Pliocenului.

## Atracții turistice
În vecinătatea rezervației naturale se află mai multe obiective de interes turistic (lăcașuri de cult, monumente istorice, arii protejate, zone naturale), astfel:
- Biserica ortodoxă „Sf. Apostoli Petru și Pavel” din Cicârlău, construcție 1911
- Biserica ortodoxă „Sf. Apostoli Petru și Pavel” (Tăuții-Măgherăuș), construcție 1560, monument istoric
- Biserica romano-catolică „Sf. Lorinc” din orașul Tăuții-Măgherăuș, construcție 1875, monument istoric
- Biserica reformată din Tăuții-Măgherăuș, construcție secolul al XIV-lea, monument istoric
- Rezervația naturală Arboretul de castan comestibil de la Baia Mare (500 ha)
- Munții Gutâi